# L'essere e il nulla
L'Essere e il Nulla (L'Être et le Néant: Essai d'ontologie phénoménologique) è un saggio di ontologia fenomenologica pubblicato da Jean-Paul Sartre nel 1943 nel quale l'autore afferma che l'esistenza dell'individuo precede l'essenza e che il libero arbitrio esiste. Secondo la formula, espressa con un pensiero contraddittorio, scelta da Sartre per individuare la tragica natura dell'esistenza umana, «l'uomo è condannato a essere libero»; la necessità di dare un senso a questa tragedia implica un obbligo: la nostra responsabilità a inventare un significato.

## Sinossi
L’essere è considerato nel fenomeno (essere del fenomeno) e nella coscienza (essere della coscienza); l’analisi, condotta con metodo fenomenologico, giunge dall’«essere del fenomeno» alla coscienza che, nel «cogito preriflessivo», si rivela come «coscienza (di) sé», il cui «tipo di essere» non è «un possibile prima dell’essere, ma […] la sorgente e la condizione di ogni possibilità». 
In tale prospettiva è l’«esistenza» stessa della coscienza a implicarne «l’essenza» (Introduzione).
L’‘essere-in-sé’ (être-en-soi), ossia l’essere dei fenomeni, statico e atemporale, «massiccio», «opaco» e «brutalmente esistente», che «non può mai essere altro che ciò che è»; l’‘essere-per-sé’ (être-pour-soi), ossia l’essere della coscienza, dinamico e temporale, che si «crea» costantemente e «non può coincidere con sé». 
L’essere-per-sé, antitetico all’essere-in-sé, in quanto lo nega, delimitandolo e circoscrivendolo continuamente, si configura come non-essere e ciò avvia la riflessione ontologica sul nulla. 
L’essere-per-sé della coscienza è infatti negazione (négatité) mediante la quale essa genera il «nulla» (néantisation) dentro e intorno a sé.
La negazione riposa sulla condizione ineliminabile della «libertà»; l’uomo, per poter porre il nulla, «deve» essere libero, poiché in caso contrario la coscienza apparterrebbe completamente all’essere-in-sé e le modalità dell’interrogazione e della negazione non sorgerebbero.
Tale libertà è presenza del «nulla» dentro di noi, è «angoscia» di essere proiettati verso un cangiante essere-per-sé, cui le «routines» e i comportamenti di «malafede» non possono ovviare; l’uomo è «condannato alla libertà».
Il per-sé comporta un mondo in cui sono presenti altre coscienze e la relazione con gli altri comporta una reciproca oggettivazione e reificazione, ossia il «per-altri» (par-autrui) rivelato dall’analisi fenomenologica dello «sguardo», della «vergogna», dell’«odio» e del linguaggio, in cui Sartre recupera la riflessione hegeliana della dialettica servo-padrone.
L’esistenza degli altri definisce lo scenario in cui l’anelito all’«autenticità» si realizza,

## Edizioni italiane
- L'essere e il Nulla, traduzione di Giuseppe Del Bo, Collezione Arcobaleno n.5, Milano, Mondadori, 1958,  p. 759.
- L'essere e il Nulla, traduzione di Giuseppe Del Bo, Collezione La Cultura n.92, Milano, Il Saggiatore, 1964,  p. 756.
- L'essere e il Nulla, traduzione di Giuseppe Del Bo, a cura di F. Fergnani e M. Lazzari, Collezione La Cultura, Milano, Il Saggiatore, 2014, ISBN 978-88-428-2059-8.